# Vippach (Adelsgeschlechter)
Vippach bezeichnet mehrere nicht miteinander verwandte erloschene Thüringer Adelsgeschlechter. Ein jüngeres Geschlecht war später vor allem in Schlesien begütert und blühte dort noch im 18. Jahrhundert.

## Vippach (I.)

Wappen von Schloßvippach

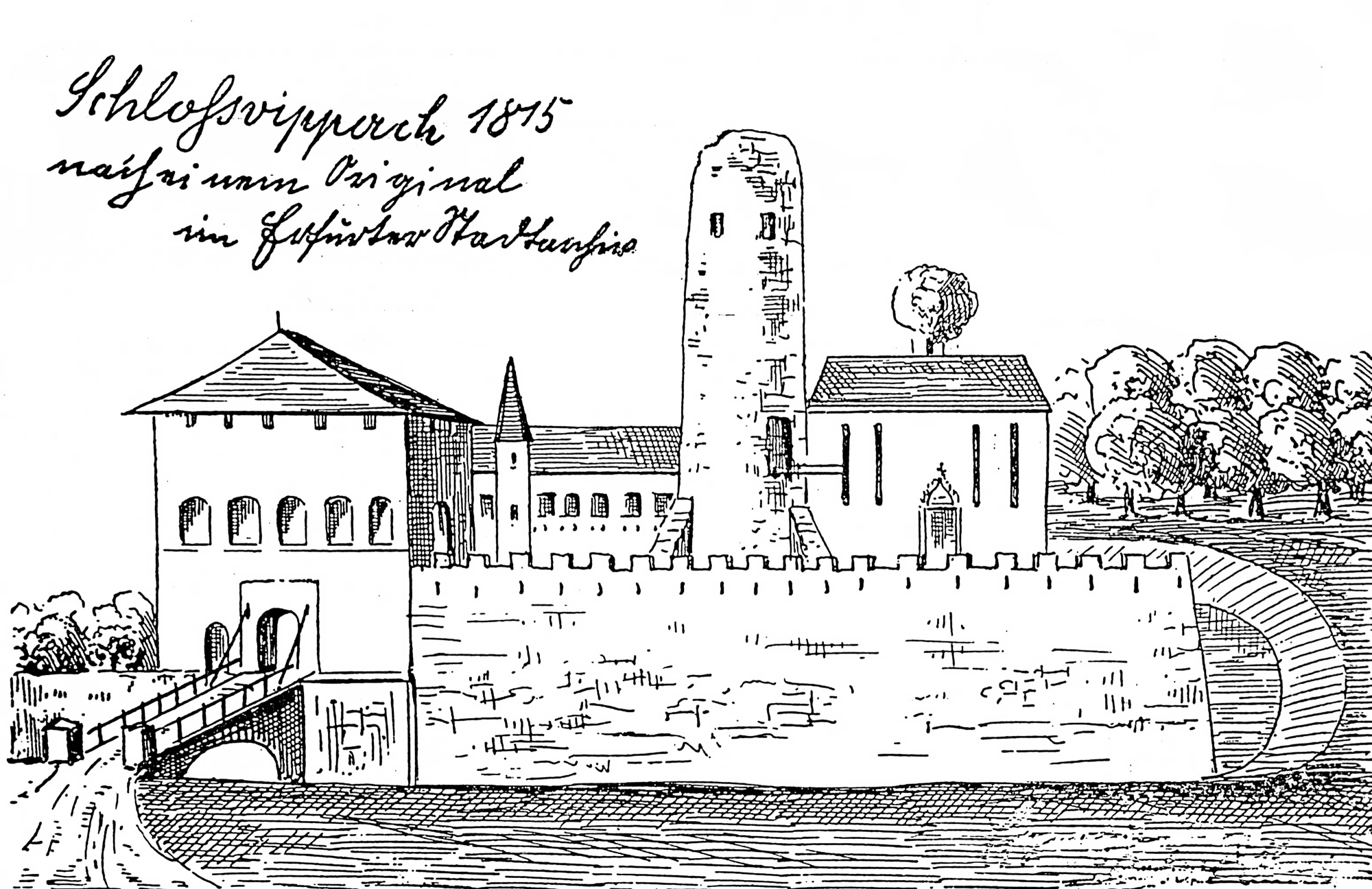
Schloss Vippach

### Geschichte
Die ältesten von Vippach mit Stammsitz in Schloßvippach führten als Wappen „In Rot und Silber gespalten und zweimal geteilt“. Die Familie soll nicht zu den Ministerialen, sondern der freien Nobilität angehört haben. 1095 ist ein „Unarg de Wipeche“ und sein Sohn Gunther als Zeugen in einer Schenkungsurkunde des Augustiner-Chorherrenstiftes Ettersburg beurkundet. Letztmals wird Unarg 1123 in einer Tauschurkunde genannt. Ob die seit dem 13. Jahrhundert aufkommenden Namensträger mit diesen Personen verwandt waren, ist nicht bekannt. 1220 nannte sich die Familie von Vipeche. 1250 führte Hermann von Vippach einen in sechs Quadrate geteilten Schild. Sein Bruder Dietrich mit dem Beinamen Löwenhaupt führte 1235 bis 1266 einen Löwen im Schild, nach dem sich der Ort auch früher Löwenhaupt-Vippach bzw. Vippach-Löwenhaupt nannte. Nachdem sie am Thüringer Grafenkrieg teilnahmen, mussten die Herren von Schloßvippach ihre Stellung aufgeben und traten 1347 mit den Landgrafen von Thüringen in ein Lehensverhältnis. 1394 verkauften die von Vippach ihren Besitz in Schloßvippach an die Stadt Erfurt. 1389 erscheint Siebold von Vippach als Zeuge in einer Urkunde des Klosters Ichtershausen. Das Geschlecht soll im 15. Jahrhundert erloschen sein.

### Wappen

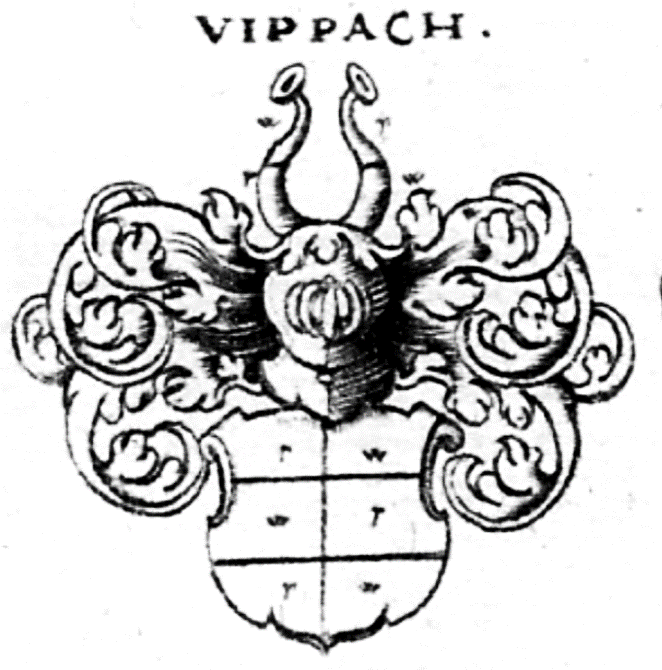
Wappen derer von Vippach bei Siebmacher (1772)
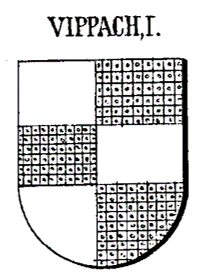
Wappen derer von Vippach I. bei Siebmacher (1884)
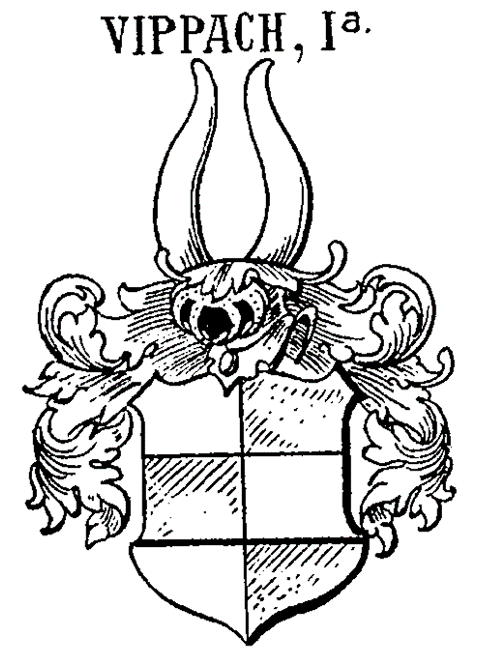
Wappen derer von Vippach Ia. bei Siebmacher (1907)

## Vippach (II.)

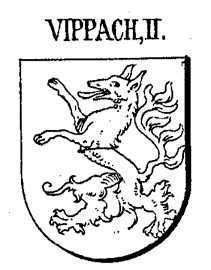
Wappen derer von Vippach II. bei Johann Siebmacher

### Geschichte
Ein ebenfalls im 15. Jahrhundert erloschenes Geschlecht war in Vippachedelhausen begütert und führte als Wappen „eine aufgerichtete Tiergestalt, oberhalb ein Wolf unterhalb ein Löwe.“ Diesen Schild zeigt ein Siegel des Hermann von Vippach aus dem Jahr 1343. Um 1400 verkauften die von Vippach ihr Gut Vippachedelhausen an die Herren von Lichtenberg.

## Vippach (III.)

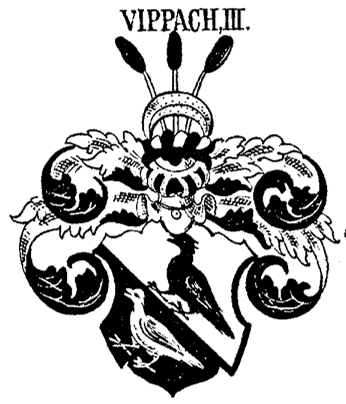
Wappen derer von Vippach III. bei Siebmacher (1884)

### Geschichte
Stammgut eines jüngeren, mit den älteren nicht zu verwechselten Geschlechts war Markvippach. Die gesicherte Stammreihe beginnt mit Heinrich von Vippach zu Markvippach und Lichtentanne der zwei Söhne hinterließ. Davon waren Georg von Vippach auf Obernitz Amtshauptmann von Saalfeld und Hans Christoph von Vippach und Markvippach Stammvater des jüngeren schlesischen Zweiges. Der Sohn von Georg, Heinrich von Vippach fungierte ca. 1640 als Amtshauptmann von Roda und Orlamünde. In Schlesien erwarb die Familie u. a. Siegroth, Lampertsdorf, Bärwalde, Beisezagel und Tschanschwitz. Der Enkel von Hans Christoph, Friedrich Weighard von Vippach auf Schwarze diente als Hofmeister des Fürsten von Nassau-Dillenburg. Von seinen Söhnen wurde Friedrich Wigand von Vippach auf Schwarze Stallmeister des Fürstentums Brieg und Heinrich Sigismund von Vippach auf Schwarze und Markersdorf kaiserlicher Oberstwachtmeister und Regent der Herrschaft Polnisch-Wartenberg. Der Sohn von Heinrich Sigismund, Julius Heinrich von Vippach erscheint 1701 als Besitzer von Ober-Siegroth. Sein Grabstein befindet sich in der Pfarrkirche von Siegroth. Dessen Enkel Heinrich Siegmund von Vippach war preußischer Oberst und Chef des Husarenregiments Nr. 4. Das Geschlecht dürfte noch im 18. Jahrhundert erloschen sein.

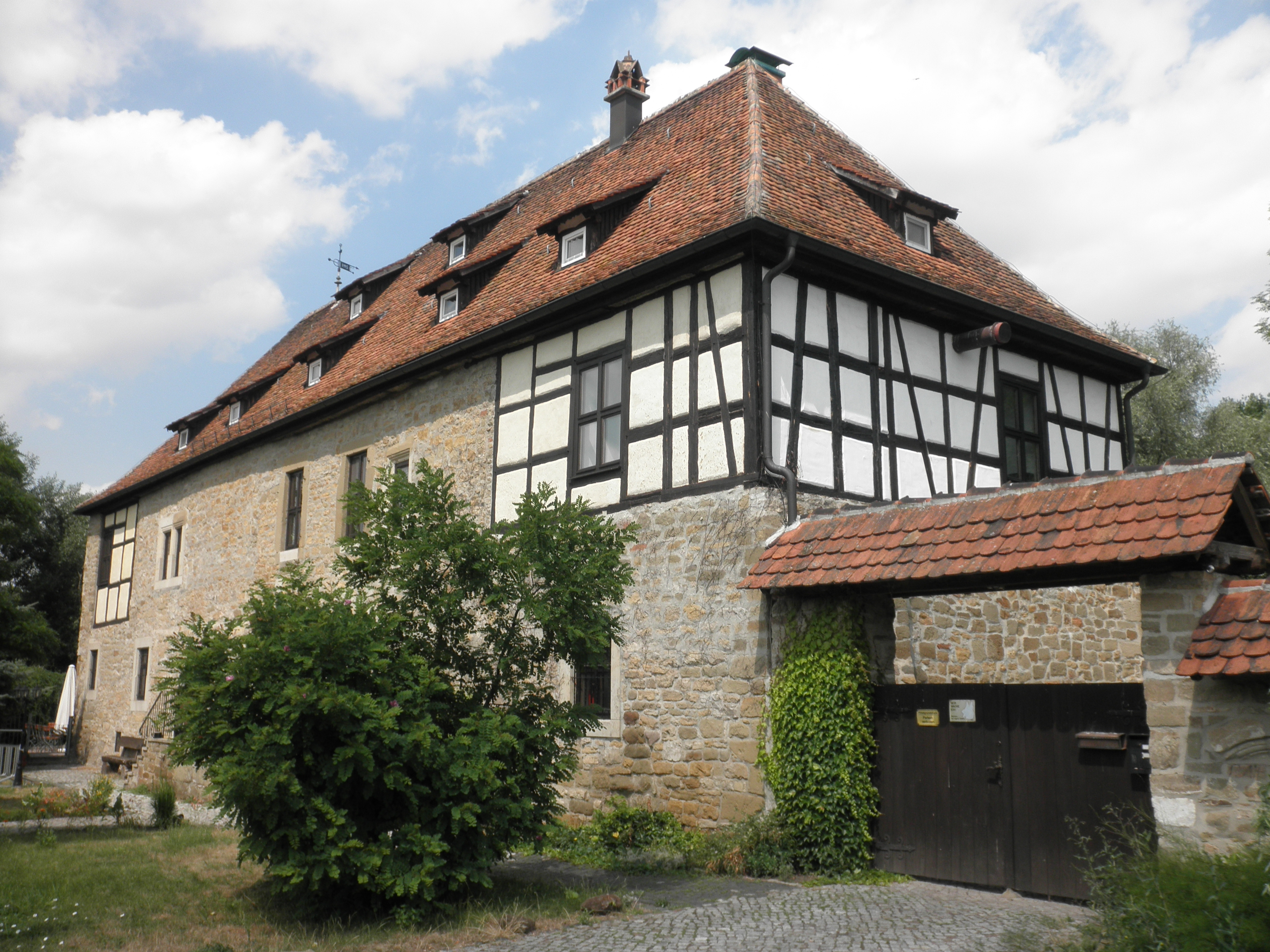
Schloss Markvippach

### Besitzungen (Auswahl)
- Bärwalde
- Beisezagel
- Giersdorf
- Hoher Schwarm
- Lichtentanne
- Lampersdorf
- Markersdorf
- Markvippach
- Obernitz
- Schwarze
- Siegroth
- Tschanschwitz

### Wappen
Blasonierung: „In Schwarz und Silber schrägrechts geteilt, mit je einem Vogel in verwechselter Tinktur.“

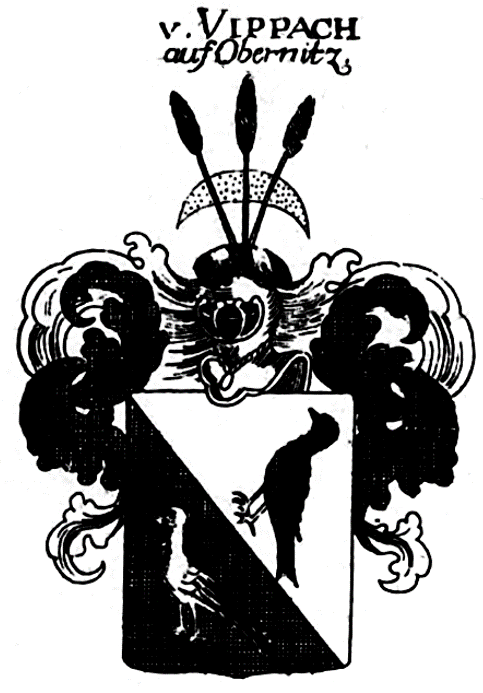
Wappen derer von Vippach bei Siebmacher (1787)
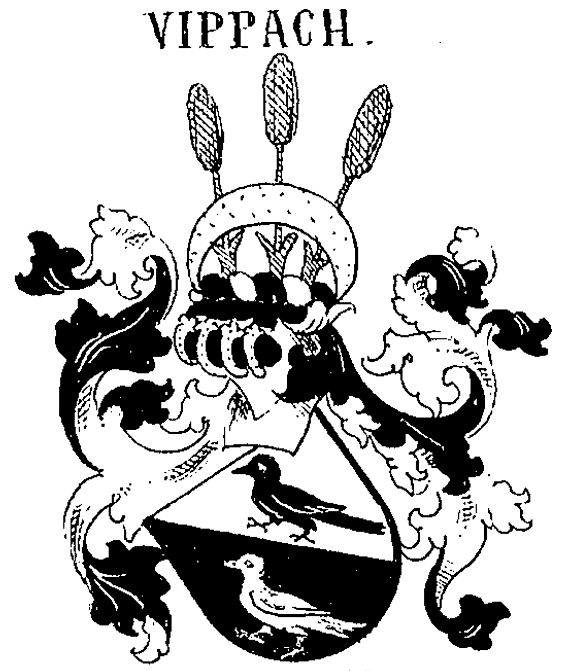
Wappen derer von Vippach bei Siebmacher (1890)
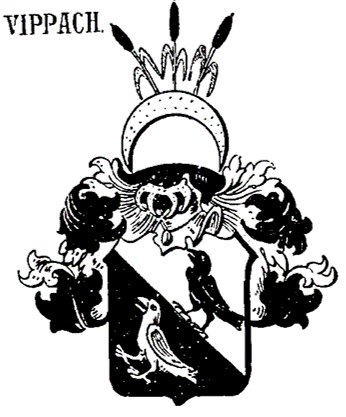
Wappen derer von Vippach bei Siebmacher (1908)

### Genealogie (Auswahl)
1. Heinrich von Vippach, ⚭ Radigunde von Treppach
  1. George von Vippach, Amtshauptmann von Saalfeld
    1. Heinrich Sigismund von Vippach, Amtshauptmann von Roda und Orlamünde

  2. Hans Christoph von Vippach, ⚭ Magdalena von Erdmannsdorf
    1. Friedrich Wilhelm von Vippach (1585–1669) Hofmeister von Dillenburg, ⚭ Ursula von Brandenstein
      1. Friedrich Weighard von Vippach, ⚭ Anna Regina von Glaber
        1. Heinrich Sigismund von Vippach, ⚭ Eva von Reuß
          1. Julius Heinrich von Vippach († 1712), ⚭ 1680 Anna Elisabeth von Tschirschky
            1. Julius Friedrich von Vippach († 1733) Hauptmann, ⚭ Erdmute Sophie von Sebottendorf
              1. Abraham Julius Friedrich von Vippach (* 1711)
              2. Heinrich Sigismund von Vippach (1712–1755) Oberst, ⚭ Helene Charlotte von Salisch
              3. Julian Rudolph von Vippach (* 1715)
              4. Juliane Henriette von Vippach (* 1719)
              5. Margarethe Eleonore von Vippach (* 1720)

            2. Leonhard Sigismund von Vippach, ⚭ 1706 Charlotte Sophie von Sebottendorf
              1. Anna Charlotte von Vippach (1706–1709)
              2. Eva Sophia von Vippach (* 1708)
              3. Katharina Elisabeth von Vippach (* 1709)
              4. Erdmute Helene von Vippach (* 1710)
              5. Julian Sigismund Abraham von Vippach (* 1711)
              6. Charlotte Juliane von Vippach (* 1712)
              7. Wilhelm Heinrich Gottlob von Vippach (* 1713)
              8. Christiane Friederike von Vippach (* 1715)

            3. Juliane Charlotte von Vippach, ⚭ NN von Säbisch
            4. Eva Katharina von Vippach, ⚭ NN von Pfeil

        2. Friedrich Wigand von Vippach, Stallmeister des Fürstentums Brieg
        3. Ursula Sabina von Vippach, ⚭ Johann Vitus von Thuna